# Franciszek Dzidowski
Franciszek Dzidowski (ur. 12 października 1893 w Mstyczowie, zm. w kwietniu 1940 w Katyniu) – starszy posterunkowy Policji Państwowej, ofiara zbrodni katyńskiej.

## Życiorys
Urodził się w 1893 roku w rodzinie chłopskiej Jana i Tekli z domu Kaczorów w Mstyczowie. W wieku dwunastu lat został całkowicie osierocony. Przebywał w swojej rodzinnej miejscowości do momentu powołania do służby wojskowej, po której wstąpił do policji. Przeniesienie do Włodzimierza Wołyńskiego miało miejsce w nieznanej dacie.
Tam poznał swoją przyszłą żonę, Annę z Nikońskich (zm. 3 grudnia 1986), którą poślubił 2 maja 1926. Mieli dwoje dzieci: syna Janusza (ur. 27 listopada 1929, zm. 25 lutego 1993) i córkę Alinę (ur. 6 marca 1935). 
W 1939 roku został powołany do wojska, lecz po dwóch tygodniach powrócił do domu. Został aresztowany przez NKWD w nocy z 8 na 9 kwietnia 1940 roku i później zamordowany w zbrodni katyńskiej, będąc wymienionym na Ukraińskiej Liście Katyńskiej.

## Losy rodziny
Żonaty z Anną z Nikońskich, miał syna Janusza, inżyniera górnika, i córkę Alinę. Jego żona pracowała jako intendentka, sekretarka i pomoc kucharska. 
Anna oraz dzieci zostali zesłani przez NKWD w kwietniu 1940 roku do Kazachskiej SRR, gdzie przebywali do czasu zakończenia II wojny światowej.